# Grammonota samariensis
Grammonota samariensis är en spindelart som beskrevs av Müller och Stefan Heimer 1991. Grammonota samariensis ingår i släktet Grammonota och familjen täckvävarspindlar.
Artens utbredningsområde är Colombia. Inga underarter finns listade i Catalogue of Life.